# Colleretto Castelnuovo
Colleretto Castelnuovo és un comune (municipi) de la ciutat metropolitana de Torí, a la regió italiana del Piemont, situat a uns 40 quilòmetres al nord de Torí. A 1 de gener de 2019 la seva població era de 316 habitants.
Colleretto Castelnuovo limita amb els següents municipis: Castellamonte, Cintano, Borgiallo i Castelnuovo Nigra.